# Sant Cosme d'Espills
Sant Cosme d'Espills, o d'Esplugafreda, és un santuari en part troglodític situat a prop i al sud del poble d'Esplugafreda. Pertany actualment al terme municipal de Tremp, dins de l'antic terme de Sapeira, al Pallars Jussà.
És possible que aquesta església estigués relacionada amb el castell de Santa Eulàlia, del qual no es coneix l'emplaçament. Els pocs documents que parlen del castell i de l'església són bastant coincidents quan tracten de llurs delimitacions.
És totalment en ruïnes, però es pot apreciar la construcció romànica construïda en una balma, sota un penyal considerable. D'una sola nau que era coberta amb volta de canó rebaixada, ha perdut del tot la capçalera, que degué ser l'habitual absis semicircular romànic. La porta d'obre a migdia, com és també habitual, i no es conserva cap finestra. Per l'aparell, carreu poc escairat disposat en filades uniformes i regulars, pertany a la plenitud del segle xi.